# Eglon
Eglon – postać biblijna ze Starego Testamentu.
Król Moabu w czasach Sędziów. Pokonał Izrael i zdobył Jerycho, utrzymując władzę nad Izraelitami przez osiemnaście lat. Został zamordowany przez Ehuda.
Pojawia się w Księdze Sędziów 3,12-26